# Franz Marmon
Franz Marmon, född 11 juni 1908 i Sigmaringen, död 2 oktober 1954 i Karlsruhe, var en tysk jurist och SS-Sturmbannführer. Under slutet av andra världskriget var han chef för Gestapo i Kassel.

## Biografi
Marmon studerade rättsvetenskap vid universiteten i München och Frankfurt am Main. Sin förberedande tjänstgöring gjorde han bland annat vid Berlins kammarrätt. I mars 1933 inträdde Marmon i Nationalsocialistiska tyska arbetarepartiet (NSDAP) och tre månader senare i Schutzstaffel (SS). I januari 1936 anställdes han vid Sicherheitsdienst (SD) i Frankfurt am Main och var från februari samma år verksam vid SD-Hauptamt i Berlin.

### Andra världskriget
Den 1 september 1939 anföll Tyskland sin östra granne Polen och andra världskriget bröt ut. År 1940 kommenderades Marmon till Riksprotektoratet Böhmen-Mähren och Gestapo i Prag. Han samarbetade där med befälhavaren för Sicherheitspolizei (Sipo) och Sicherheitsdienst, Walter Stahlecker, och var dennes förbindelseman hos riksprotektorn Konstantin von Neurath. Senare under kriget tjänstgjorde Marmon vid Gestapo i München, där han i februari 1943 tillsammans med den ställföreträdande Gestapo-chefen Alfred Trenker samordnade förhören med Vita rosen-medlemmarna Hans och Sophie Scholl.
År 1943 sändes Marmon till Emanuel Schäfer, befälhavare för Sicherheitspolizei och Sicherheitsdienst i Belgrad i det av Tyskland ockuperade Jugoslavien, där han handhade underrättelsefrågor. Påföljande år återkom han till Gestapo i München och blev ställföreträdande chef.
Den 16 augusti 1944 utnämnde chefen för Reichssicherheitshauptamt (RSHA), Ernst Kaltenbrunner, Marmon till chef för Gestapo i Kassel. Officiellt övertog inte Marmon ledarskapet förrän i januari 1945. Hans ställföreträdare var Erich Engels, som ledde arbets- och uppfostringslägret i Breitenau.
| Gestapo i Kassel | Gestapo i Kassel              |
| Ämbetstid        | Chef                          |
| ---------------- | ----------------------------- |
| 1933–1936        | Friedrich Pfeffer von Salomon |
| 1936–1939        | Günther Herrmann              |
| 1939–1941        | Rudolf Korndörfer             |
| 1941–1943        | Karl Lüdke                    |
| 1943–1944        | Max Nedwed                    |
| 1944–1945        | Franz Marmon                  |

Kort före den amerikanska arméns inmarsch gav Marmon order om flera krigsförbrytelser. Den 30 mars 1945 arkebuserades 28 fångar i lägret Breitenau av Gestapo- och SS-män. Samma dag mördades 12 fångar i fängelset i Wehlheiden. Den 31 mars, då amerikanarna befann sig i södra Kassel, arkebuserades 78 italienska tvångsarbetare i närheten av Bahnhof Wilhelmshöhe för plundring av ett av Wehrmachts livsmedelståg.
I början av april 1945 flydde Marmon från Kassel, gick under jorden och antog det fingerade namnet Peter Pfriemer. Det dröjde till juli 1950, innan västtyska myndigheter kunde gripa Marmon och ställa honom inför rätta för de rättsvidriga arkebuseringsorderna i Breitenau, Wehlheiden och Wilhelmshöhe. Marmon åberopade, att han varit tvungen att lyda order, i synnerhet Himmlers så kallade katastrofdekret, som föranstaltade omedelbar avrättning av plundrare. I februari 1952 dömde Landgericht Kassel Marmon till två års fängelse; häktningstiden räknades honom till godo och han lämnade rättssalen som en fri man.